# Qian
Qian (en chino, 乾; pinyin, Qián) es un condado  bajo la administración directa de la Prefectura Xianyang en la Provincia de Shaanxi, República Popular China.  Su área es de 1001 km² y su población total para 2010 superó los 520 mil habitantes.

## Administración
Desde julio de 2020, el  Condado Qian se divide en 16 pueblos que se administran en 1 subdistrito y 15  poblados.

## Toponimia
Qian [/Chián/] recibió su nombre como lugar del mausoleo familiar de dinastía Tang, el mausoleo Qianling.